# Gustave Guillaumet
Pour les articles homonymes, voir Guillaumet.
Gustave Achille Guillaumet né le 25 mars 1840 à Paris 9e et mort le 14 mars 1887 dans la même ville, est un peintre français.

## Biographie
Gustave Guillaumet appartient à la génération des peintres orientalistes qui s'attachent aux rendus de lumière et d'atmosphère. Il marque un tournant dans ce courant artistique du XIXe siècle. Élève de François Édouard Picot et de Louis-Ernest Barrias à l'École des beaux-arts de Paris, il expose au Salon, de 1861 à 1880.
Tant dans ses peintures que dans ses écrits, il décrit la vie primitive et rude dans le désert algérien, au moment où naît en France un grand intérêt pour les populations algériennes en raison de leurs rapprochements politiques et économiques.
Gustave Guillaumet est ainsi un des premiers artistes, incluant Eugène Delacroix avec son célèbre tableau Femmes d'Alger dans leur appartement, à pénétrer dans l’espace intime des femmes algériennes et à en dévoiler un portrait bien plus réel que les nombreux fantasmes de harem qui régnaient à cette époque. Cet artiste visionnaire a su porter un regard lucide et franc sur les débuts de la colonisation, les épidémies et la famine qui ont sévi brutalement entre 1866 et 1869, en réalisant des œuvres bien loin des clichés de nombreux peintres orientalistes,.
Guillaumet vient d'obtenir le second prix de Rome en 1862 quand il a l'occasion d'aller en Algérie pour la première fois. Il contracte la malaria et doit passer trois mois à l'hôpital militaire de Biskra. Néanmoins, enthousiasmé par ce pays, il y retournera neuf fois.
Début mars 1887, dans toute la force de l’âge et dans la maturité du talent, décoré, alors qu’il allait être de nouveau membre du jury de peinture, riche, même plus que millionnaire, après une dispute avec sa maitresse beaucoup plus âgée que lui, Mme T*, il tente d’en finir avec l’existence en se tirant une balle de revolver dans le cœur, dans son atelier du 5 cité Pigalle. La balle ayant dévié pour aller se loger dans les intestins, son premier cri, dès que la balle l’a frappé, est d’appeler sa femme et son enfant. Celle-ci, qui vivait séparée de corps depuis un an, accourue, il s’écrie : « Ah ! je suis sauvé maintenant, dit-il en lui tendant les bras. » Une dizaine de jours plus tard, il succombe à une péritonite, au milieu de ses toiles ébauchées, ayant fait descendre son lit sur la table à modèles.

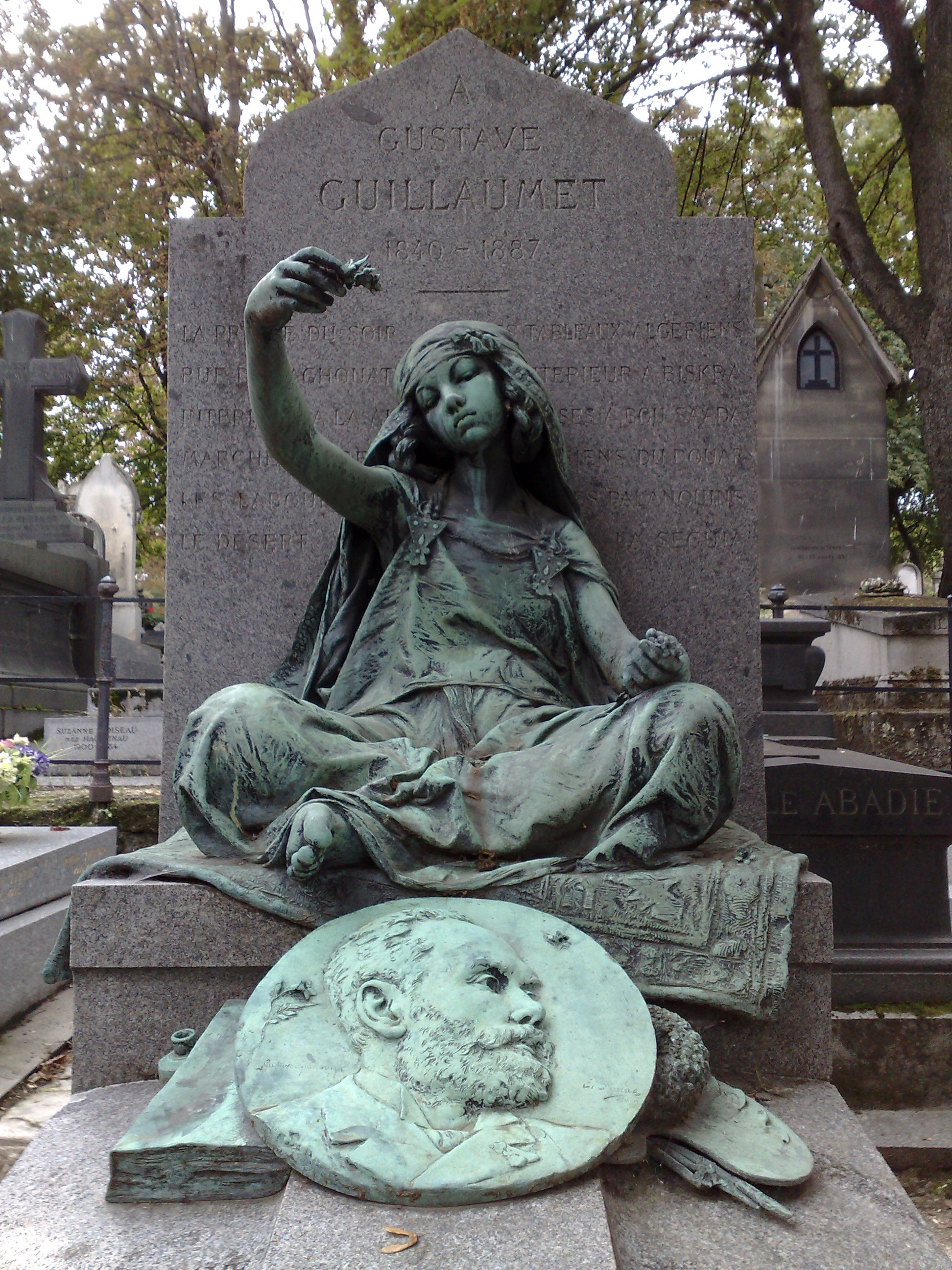
Louis-Ernest Barrias, La Fille de Bou Saâda, bronze ornant la tombe de Gustave Guillaumet au cimetière de Montmartre (division 21).

Il a néanmoins fait l'objet d'obsèques religieuses à la Trinité, à l'issue desquelles, il a été transporté au cimetière de Montmartre à Paris, où William Bouguereau et Roger Ballue, inspecteur général des Beaux-Arts, ont prononcé un discours. Il repose dans la 21e division. Sa tombe est ornée de La Fille de Bou Saâda, une statue en bronze de Louis-Ernest Barrias figurant une jeune Algérienne assise le bras levé jetant quelques pétales sur le portrait en médaillon de l'artiste.
L'École des beaux-arts de Paris organise une exposition rétrospective en son hommage en 1888.

## Œuvre
Ses premières œuvres sont d'inspiration mélodramatique. Dès 1872, il montre l'existence humble des populations du désert dont il partage la vie. Évitant la civilisation européenne, il préfère voyager dans le Sud algérien.
Comme Eugène Fromentin, Guillaumet écrit, et ses « Tableaux algériens », articles parus dans La Nouvelle Revue entre 1879 et 1884, sont des notations sur l'attitude d'un artiste européen face à la vie des Algériens.

### Œuvres dans les collections publiques
Algérie
- Alger, musée national des Beaux-Arts : Scène à Biskra[8].
- Constantine, musée national Cirta : La Famine en Algérie, 1869, huile sur toile, 309 × 234 cm[9].
- Oran, musée national Zabana d'Oran : Paysage d’Oran.

États-Unis
- Norfolk, Chrysler Museum of Art : Habitation saharienne, 1882, huile sur toile, 146,1 × 173,4 cm[10].

France
- Brantôme, mairie : Le Bivouac des chameliers, Salon de 1875, huile sur toile.
- Brest, musée des Beaux-Arts : Guerriers arabes au repos, huile sur bois, 37,5 × 55 cm[11],[12]
- Bry-sur-Marne, musée Adrien Mentienne : L'Attelage de dromadaires, pastel sur papier, 29 × 40 cm[13]
- Carcassonne, musée des Beaux-Arts, Chiens du douar dévorant un cheval mort au milieu des gorges d'El kantara, 1883, huile sur toile, 131 × 175 cm[14]
- Dijon, musée des Beaux-Arts :
  - Les Femmes du Douar à la rivière, 1872, huile sur toile[15]
  - Laghouat dans le Sud algérien, huile sur toile, 34 × 53 cm[16].
- Fécamp, musée : Femme de Laghouat cardant la laine, 1882. Huile et pastel sur papier marouflé. 550 x 375 mm. Don de l'auteur, 1882. Inventaire FEC. 199
- La Rochelle, musée des Beaux-Arts : Campement d'un goum sur les frontières du Maroc, 1869[17]
- Lille, Palais des Beaux-Arts : Marché arabe dans la plaine de Tocria, 1865, huile sur toile, 153 × 323 cm[18]
- Limoges, musée des Beaux-Arts : Le labour, frontières du Maroc, 1869, Huile sur toile, 116 × 165 cm[19]
- Pau, musée des Beaux-Arts : Aïn Kerma, la source du figuier, Salon de 1867, huile sur toile, 142 × 103 cm[20]
- Paris :
  - musée d'Orsay :
    - Le Sahara, 1867, huile sur toile, 110 × 200 cm[21]
    - La Séguia, près de Biskra, 1884, huile sur toile, 100 × 155,5 cm[22]
    - Tisseuse à Bou-Saâda, huile sur toile, 94 × 111 cm[23]

  - musée du quai Branly - Jacques Chirac : Femme arabe préparant le couscous, vers 1881-1882, huile sur toile, 33 × 44 cm[24]

Roumanie
- Bucarest[25].

### Œuvres dans les collections particulières référencées

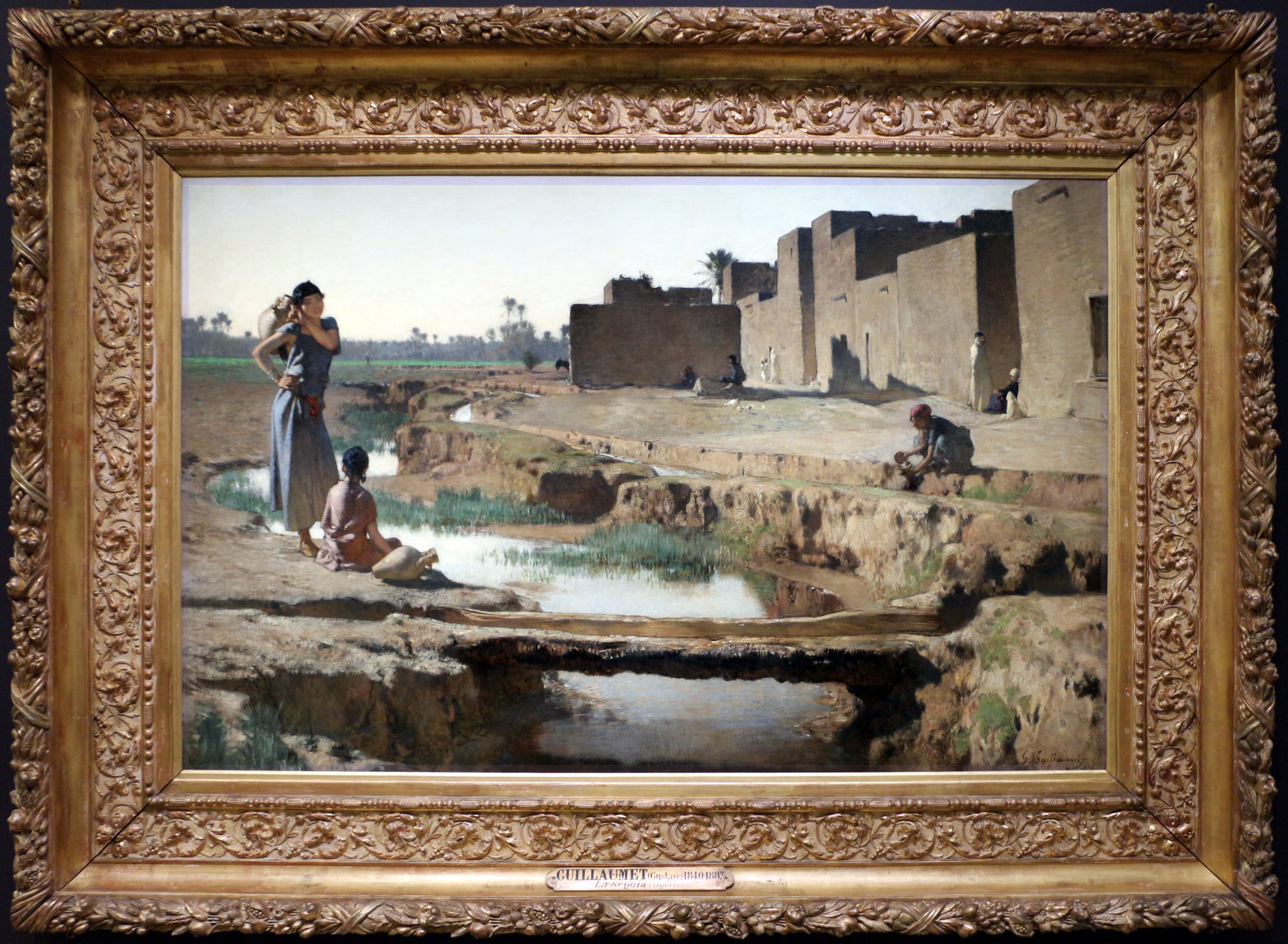
La Séguia, près de Biskra, Algérie (vers 1885), Paris, musée d'Orsay.

- L’Oued Bou Sâada : trois laveuses, huile sur toile[26].
- Campement dans la forêt de cèdres de Theniet El Had[26].
- Scène de gourbi à Biskra, huile sur toile[26].
- Autoportrait, estampe sur papier[26].
- Portrait d’homme, huile sur toile[26].

## Salons et expositions
- Salon des artistes français de 1861 à 1880.
- Rétrospective en 1888 à l'École des beaux-arts de Paris.
- L’Algérie de Gustave Guillaumet (1840-1887), musée des Beaux-Arts de La Rochelle, du 8 juin au 17 septembre 2018, au musée des Beaux-Arts de Limoges puis du 9 mars au 2 juin 2019 à La Piscine à Roubaix.

Œuvres de Gustave Guillaumet
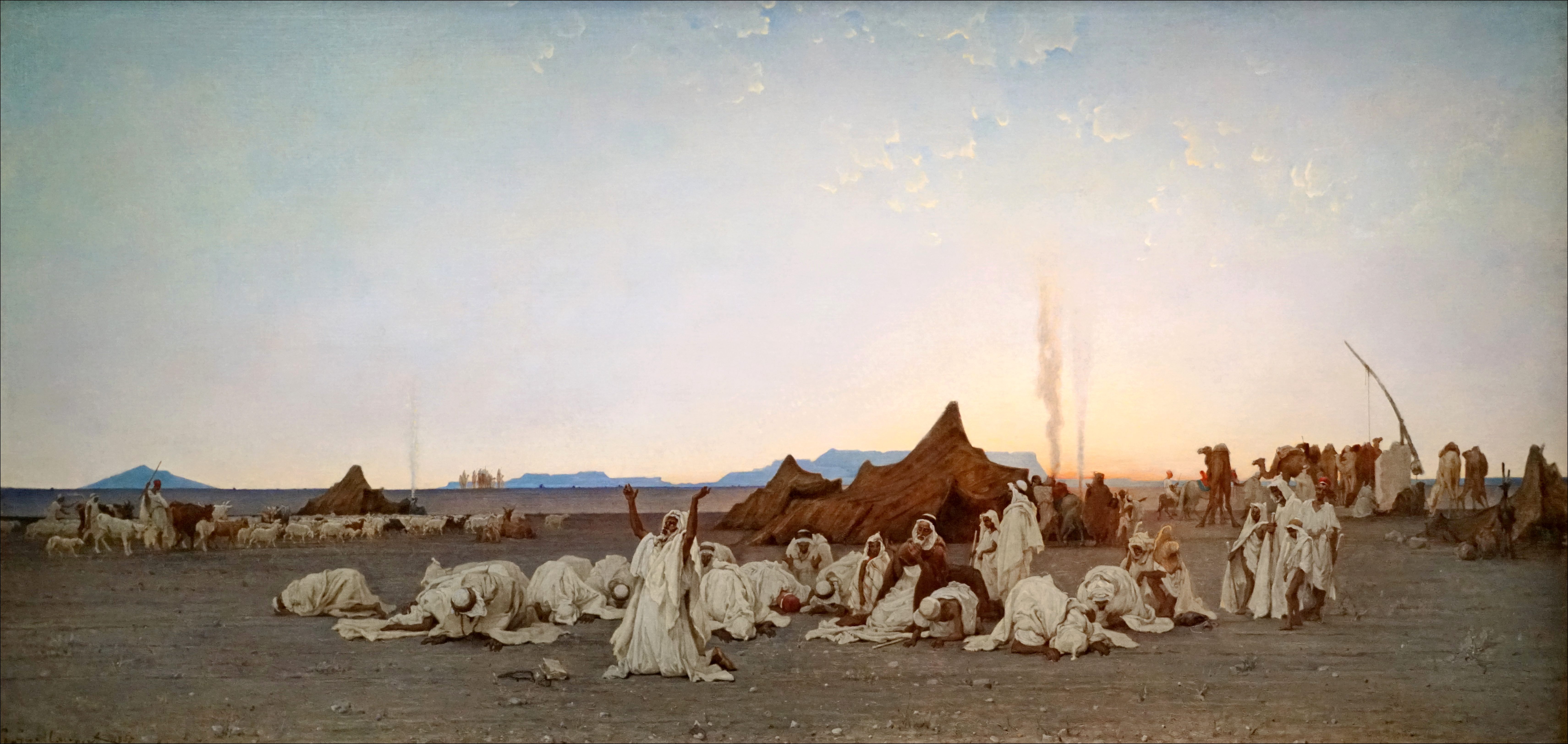
Prière du soir dans le Sahara (1863), Paris, musée d'Orsay.
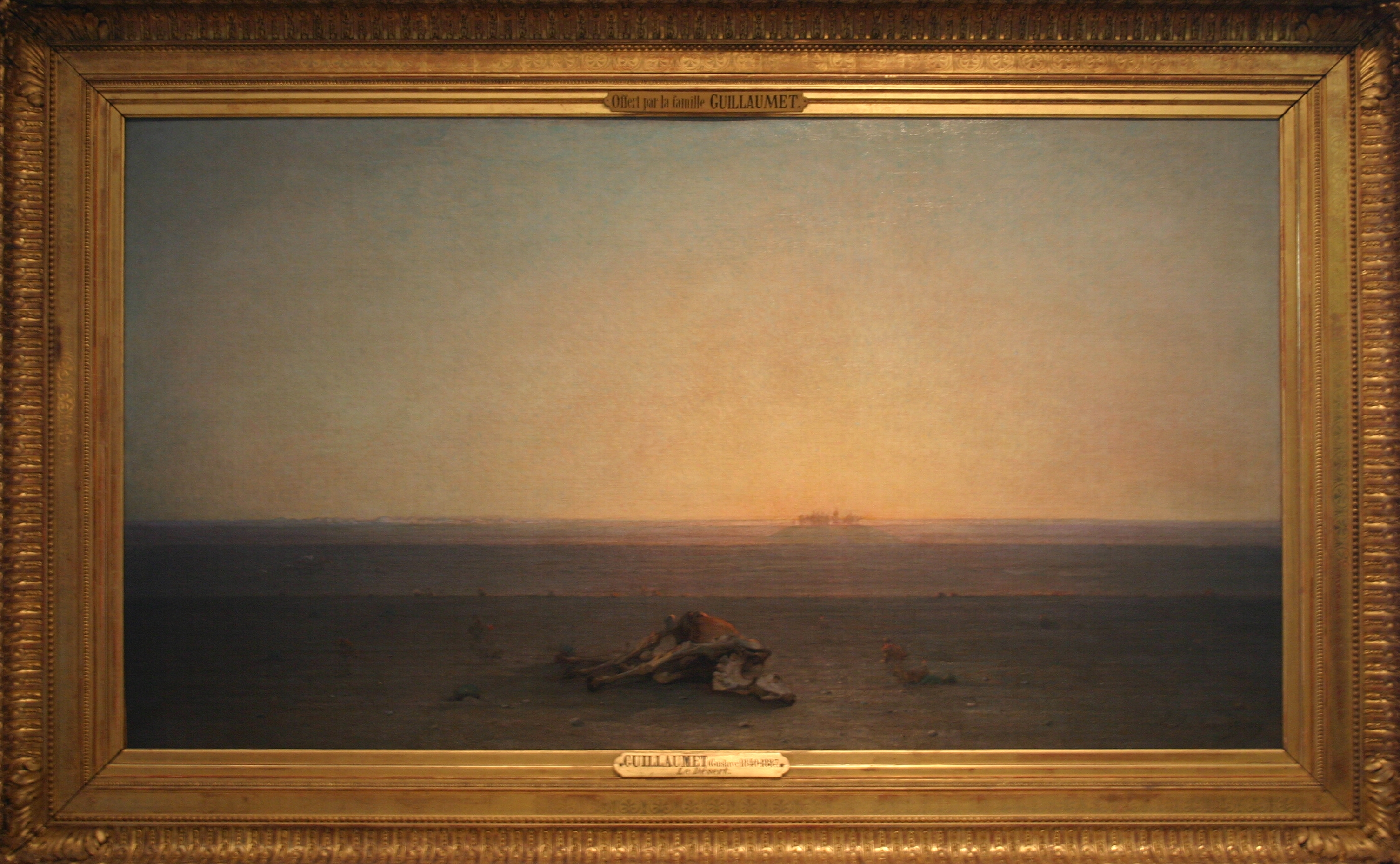
Le Sahara (1867), Paris, musée d'Orsay.
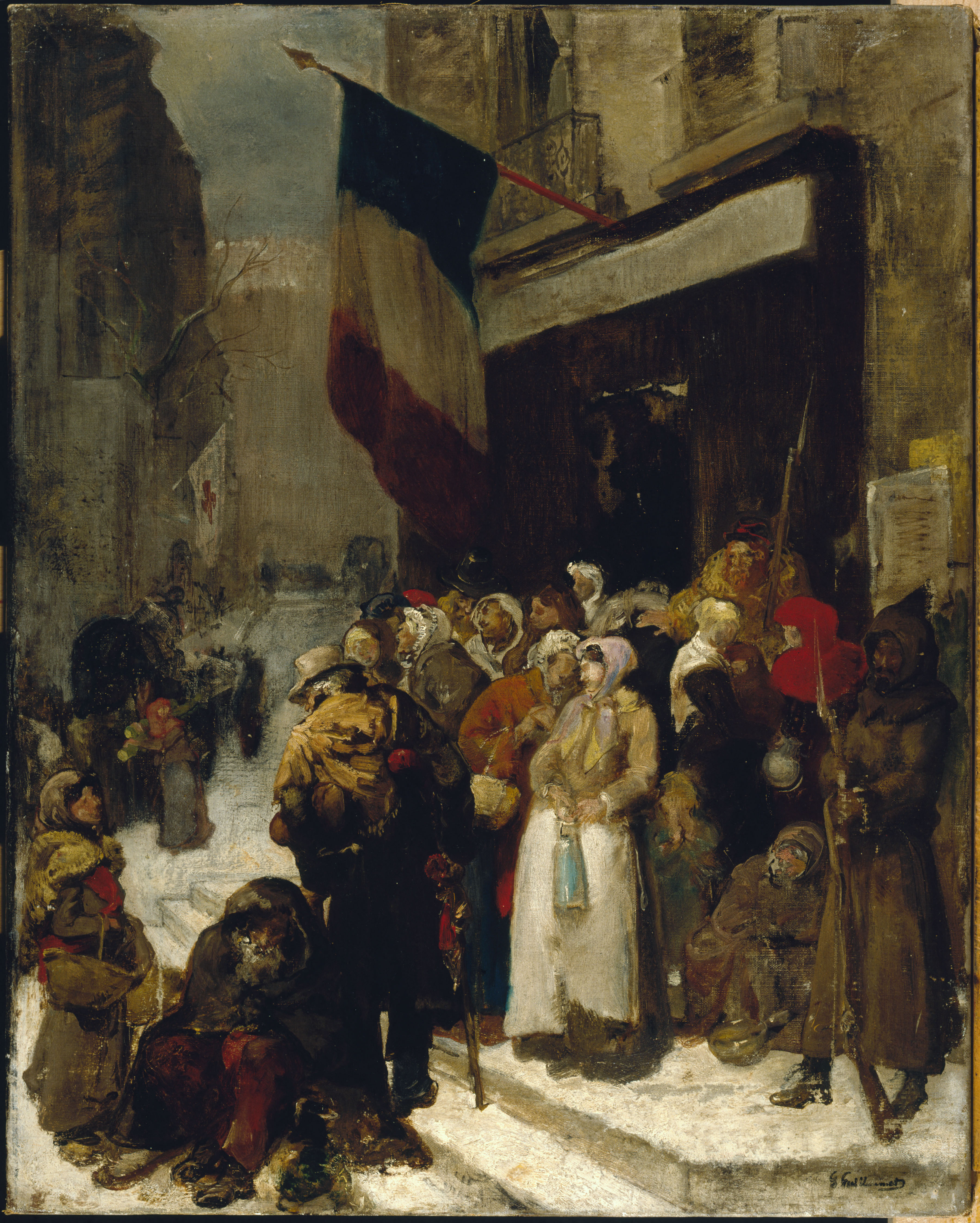
Cantine municipale au faubourg Saint-Martin, pendant le siège de Paris (1871) (vers 1871), Paris, musée Carnavalet.
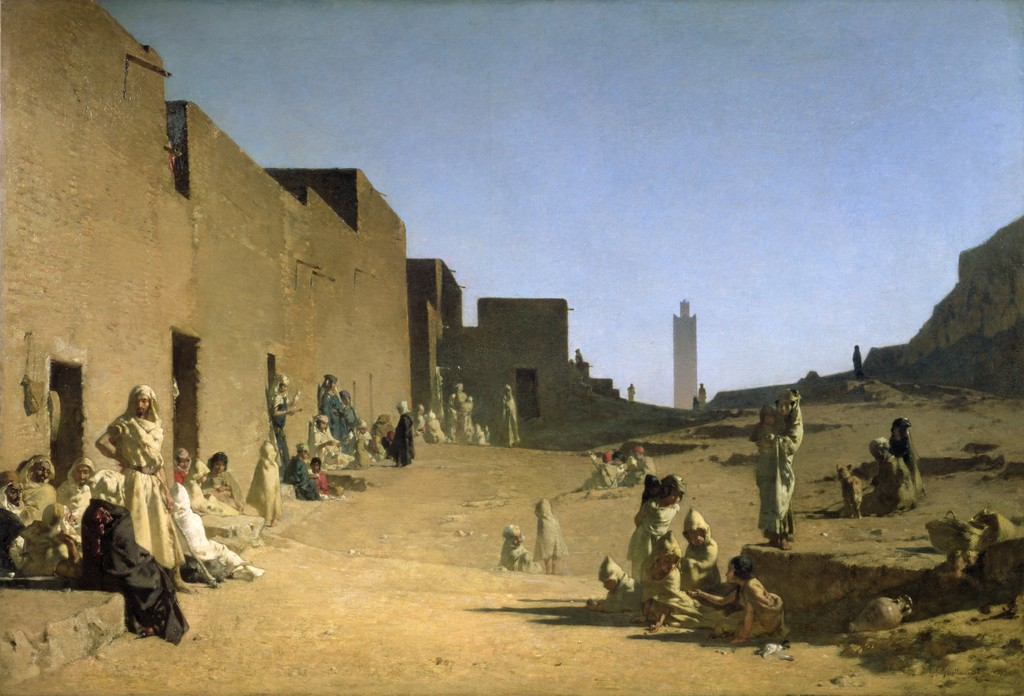
Laghouat, Sahara algérien (1879), Paris, musée d'Orsay.
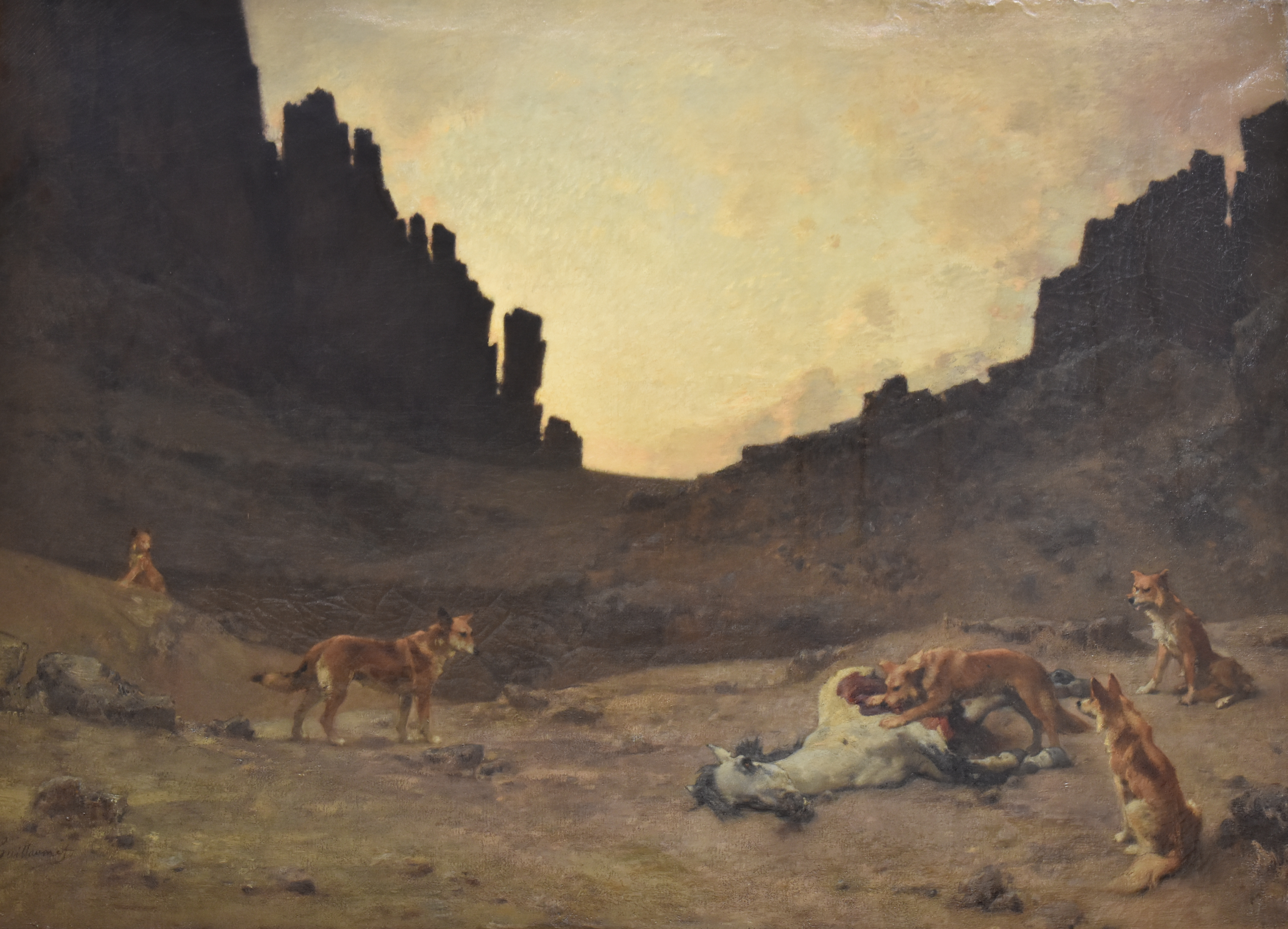
Chiens dévorant un cheval (1883), musée des Beaux-Arts de Carcassonne.
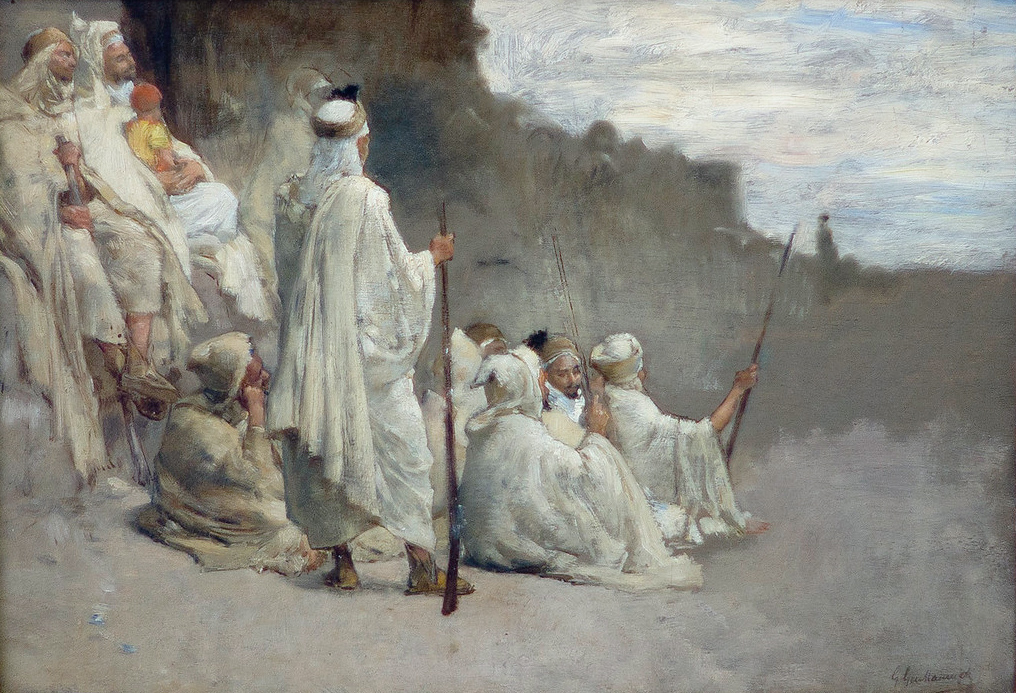
Guerriers arabes au repos (vers 1886), musée des Beaux-Arts de Brest.

## Publications
- Gustave Guillaumet, Eugène Mouton (préface), Tableaux algériens, Paris, Éd. Plon-Nourrit et Cie, 1888.

## Iconographie
- Émile Soldi, Portrait du peintre Gustave Guillaumet, buste, exposé au Salon des artistes français de 1887[réf. nécessaire].